# Verena Dreier

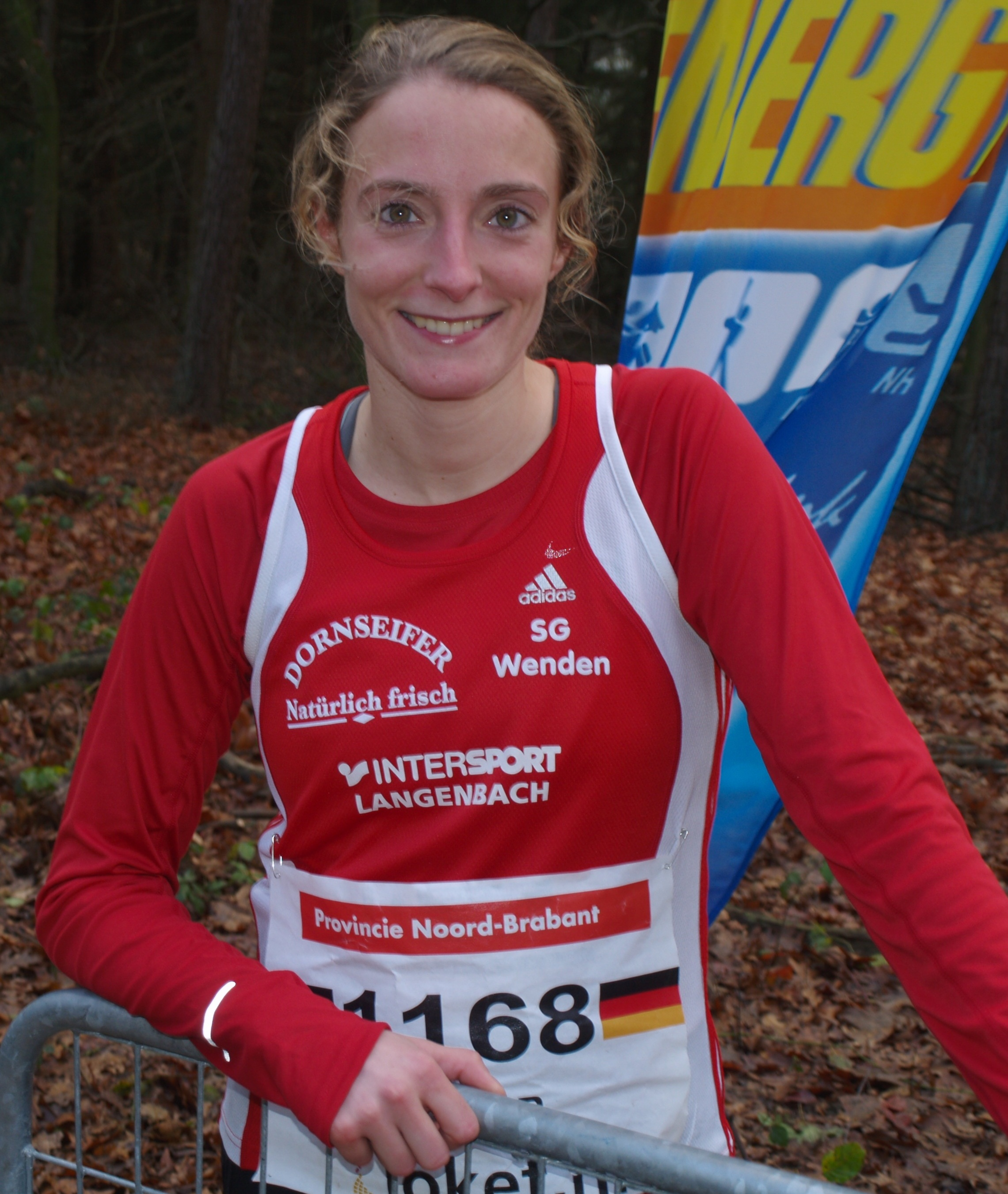
Tilburg 2011, EM-Qualifikation

Verena Dreier (* 15. Januar 1985 in Kirchen) ist eine deutsche Leichtathletin, die 2005 und 2006 bei den Deutschen Meisterschaften im Hindernislauf gewann. Im Jahr 2007 erlangte sie den Titel der deutschen Vizemeisterin auf dieser Strecke, 2008 belegte sie den dritten Platz. In den Jahren 2009 und 2011 wurde sie jeweils Vizemeisterin.
Ihre persönliche Bestleistung im Hindernislauf liegt bei 9:48,90 min (2006). Verena Dreier startete zu Beginn ihrer Laufkarriere für die LG Sieg / TuS DJK Herdorf. Ihre Trainerin war bis Juni 2008 Sybille Link-Willwacher. Verena Dreier trainierte ab Oktober 2008 unter Heinz Weber, der unter anderem Sabrina Mockenhaupt betreut.
Im Januar 2011 wechselte Dreier zur SG Wenden, ihr neuer Trainer ist Egon Bröcher. Unter dessen Regie erzielte Verena einen zweiten Platz über 3000 Meter Hindernis bei den Deutschen Meisterschaften 2011 und qualifizierte sich für die Cross-Europameisterschaften.
Verena Dreier hat nach dem Abitur eine Ausbildung zur Physiotherapeutin abgeschlossen und arbeitet seither in diesem Beruf. Größte Erfolge waren der fünfte Platz bei den U23-Europameisterschaften 2005, jeweils ein fünfter Platz beim Europacup in den Jahren 2004 und 2005 und ein fünfter Platz bei den Juniorenweltmeisterschaften 2004. Hinzu kommen zahlreiche Einsätze im Nationaltrikot und ihre Erfolge auf nationaler Ebene.
Bisherige Bestleistungen:
- 2000 m Hindernis – 6:37,59 min
- 3000 m Hindernis – 9:48,90 min
- 3000 m – 9:23,18 min
- 5000 m – 16:10,87 min
- 10 km Straße – 34:40,00 min